# Brasílio Celestino
Brasílio Celestino de Oliveira (Rio Negro, Paraná, 10 de março de 1912 (113 anos) – ) foi um político brasileiro.
Foi senador por Santa Catarina na 41ª Legislatura, de 1959 a 1961.